# Albinea
Albinea is een gemeente in de Italiaanse provincie Reggio Emilia (regio Emilia-Romagna) en telt 8121 inwoners (31-12-2004). De oppervlakte bedraagt 44,0 km², de bevolkingsdichtheid is 176,12 inwoners per km².

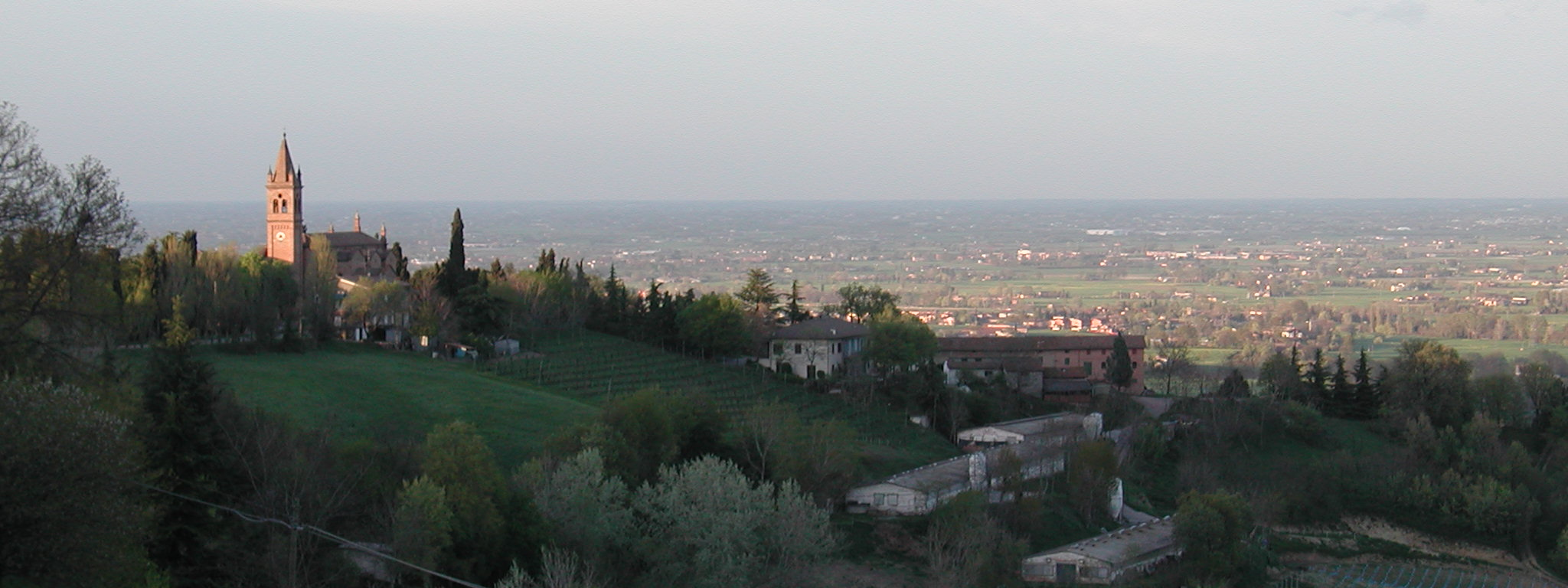
Albinea

## Buurtschappen
De volgende frazioni maken deel uit van de gemeente: Borzano, Broletto, Ca' dei Buchi, Case Spadoni, Castello Montericco, Chiesa Albinea, Crostolo, Dallarosta, Fondo Oca, Gameda, Il Casone, La Russia, Montericco, Pareto di Sotto, Ponticelli, San Giacomo, Vitala.

## Demografie
Albinea telt ongeveer 3193 huishoudens. Het aantal inwoners steeg in de periode 1991-2001 met 14,6% volgens cijfers uit de tienjaarlijkse volkstellingen van ISTAT.
| Jaar | Inwoneraantal |
| ---- | ------------- |
| 1991 | 6764          |
| 2001 | 7750          |

## Geografie
De gemeente ligt op ongeveer 166 m boven zeeniveau.
Albinea grenst aan de volgende gemeenten: Quattro Castella, Reggio Emilia, Scandiano, Vezzano sul Crostolo, Viano.
Albinea · Bagnolo in Piano · Baiso · Bibbiano · Boretto · Brescello · Busana · Cadelbosco di Sopra · Campagnola Emilia · Campegine · Canossa · Carpineti · Casalgrande · Casina · Castellarano · Castelnovo di Sotto · Castelnovo ne' Monti · Cavriago · Collagna · Correggio · Fabbrico · Gattatico · Gualtieri · Guastalla · Ligonchio · Luzzara · Montecchio Emilia · Novellara · Poviglio · Quattro Castella · Ramiseto · Reggio Emilia  · Reggiolo · Rio Saliceto · Rolo · Rubiera · San Martino in Rio · San Polo d'Enza · Sant'Ilario d'Enza · Scandiano · Toano · Ventasso · Vetto · Vezzano sul Crostolo · Viano · Villa Minozzo
- MusicBrainz: 21fb410b-fbd4-48aa-a396-5a6bdb7631ff
- Virtual International Authority File: 239233917
- WorldCat: E39PCjDfpgRGrjFWwhPYf3jhwP

1. ↑  https://demo.istat.it/?l=it.